# Geheugenkaart

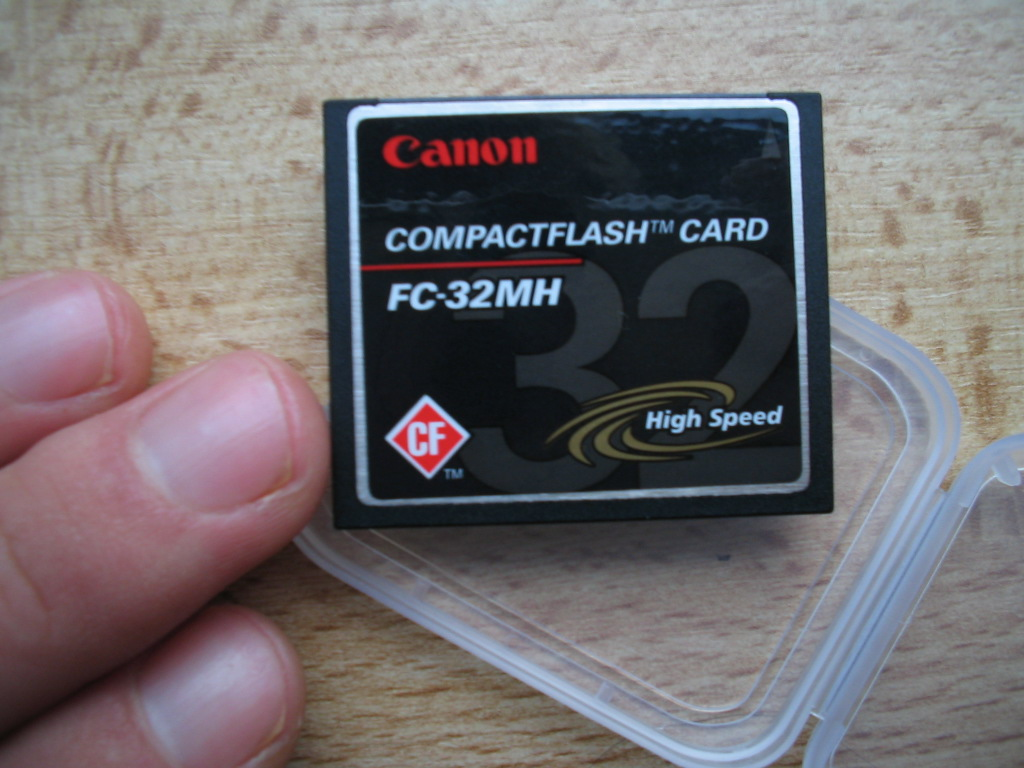
Een CompactFlash geheugenkaart

Een geheugenkaart is een hardwarecomponent in de vorm van een dunne kaart waarop gegevens opgeslagen kunnen worden. Hierin zit vrijwel altijd een flashgeheugen, maar soms een kleine harde schijf, zoals in de Microdrive. De geheugenkaart wordt vooral gebruikt voor digitale camera's en smartphones.
De SD-kaart is de meestgebruikte geheugenkaart in digitale camera's, mobiele telefoontoestellen, navigatie-apparaten, MP3-afspelers en andere draagbare media.

## Typen geheugenkaarten
- Microdrive
- Secure Digital (SD)
- CompactFlash
- Memory Stick
- Memory Stick Pro
- Memory Stick Pro Duo
- SmartMedia
- Multi Media Card
- Reduced Size MMC
- Mini Secure Digital
- MicroSD (Micro Secure Digital)
- xD-Picture Card